# رفيق (فلم)
رفيق (بالإنجليزية: Companion) هو فيلم إثارة وخيال علمي أمريكي من تأليف وإخراج درو هانكوك. بطولة سوفي ثاتشر وجاك كوايد.
صدر الفيلم في الولايات المتحدة بواسطة وارنر برذرز بيكتشرز في 31 يناير 2025. تلقى الفيلم مراجعات إيجابية من النقاد وحقق 15 مليون دولار في جميع أنحاء العالم، بميزانية إنتاج بلغت 10 ملايين دولار.

## القصة
خلال عطلة نهاية الأسبوع في عقار منعزل على ضفاف بحيرة، تجد مجموعة من الأصدقاء أنفسهم متورطين في شبكة من الأسرار والخداع والتكنولوجيا المتقدمة. ومع تصاعد التوترات واختبار الولاءات، يكتشفون حقائق مقلقة عن أنفسهم والعالم من حولهم.

## الممثلون
- سوفي ثاتشر، في دور إيرس.
- جاك كوايد، في دور جوش.
- لوكاس غيج، في دور باتريك.
- ميغان سوري، في دور كات.
- هارفي جيلين، في دور إيلي.
- روبرت فيرند، في دور سيرجي.
- جابوكي يونج وايت، في دور تيدي.[4]
- مات مكارثي، في دور سيد.
- مارك مينشاكا، في دور نائب هندريكس.[4]
- وودي فو، في دور ماتيو.[4]

## روابط خارجية
- مقالات تستعمل روابط فنية بلا صلة مع ويكي بيانات